# Yecai bolu
Das Yecai bolu (chinesisch 野菜博录; Umfassender Bericht über wild wachsende essbare Pflanzen und Pflanzenteile) von Bao Shan (鲍山) vom Ende der Ming-Dynastie liefert wichtige Informationen zur Kenntnis der Kochzutaten und Nahrung insbesondere während der Hungerzeiten bei Naturkatastrophen und Missernten, die der Autor aus eigener Erfahrung kannte.
Sein Vorwort ist datiert auf das Jahr 1622. Der Autor stammt aus dem Nordosten der Provinz Jiangxi. Er lebte sieben Jahre in Bailongtan (白龙潭) im Huang-Shan-Gebirge.

## Inhalt
Das mit Illustrationen versehene Werk umfasst vier Kapitel (juan), davon sind zwei den Gräsern und Kräutern (cao) gewidmet, zwei den Bäumen und Sträuchern (mu). Ferner ist es unterteilt in die Kategorien Blätter (ye), Blüten (hua), Rinde (pi), Früchte (shi). Im Vorwort ist von über 400 verschiedenen Arten die Rede (in der Fachliteratur kursiert die Zahl 435), aber in dem Buch sind nur die folgenden 262 enthalten:
- Blätter von Pflanzen und Kräutern 142
- Blätter und Zweige von Bäumen und Sträuchern 59
- Blüten 5
- Früchte 25
- Blüten und Früchte 3
- Blätter und Früchte 19
- Blüten und Blätter 5
- Blätter und Rinde 4

Im Siku quanshu und in der modernen Buchreihe Sibu congkan (sanbian) ist es relativ bequem zugänglich.